# Édouard des Places
Édouard Barbou des Places (ur. 20 stycznia 1940 w Châteauroux, zm. 1 września 2019) – francuski polityk, rolnik i samorządowiec, poseł do Parlamentu Europejskiego IV kadencji.

## Życiorys
Zawodowo pracował w rolnictwie, działał także w organizacjach rolniczych, od 1984 kierował w departamencie federacją związków rolniczych (FDSEA). Od 1995 do 2006 pełnił funkcję prezesa izby rolniczej departamentu Indre. Od 1989 do 2014 pełnił funkcję mera miejscowości Vineuil, później pozostał radnym tej gminy.
W 1994 uzyskał mandat eurodeputowanego IV kadencji z ramienia Ruchu dla Francji, który zorganizował Philippe de Villiers. W PE zasiadał do 1999, m.in. jako członek Komisji ds. Polityki Regionalnej oraz Komisji ds. Rolnictwa i Rozwoju Wsi. W 2012 wspierał w kampanii prezydenckiej Nicolasa Dupont-Aignana.